# アリソ・ビエホ (カリフォルニア州)
アリソ・ビエホ（Aliso Viejo）は、アメリカ合衆国カリフォルニア州のオレンジ郡にある都市。人口は5万2176人（2020年）。同市はオレンジ郡では34番目の都市として2001年7月1日に登録され、2000年以降登録された唯一の都市である。

## 地理
西・西南にはラグナ・ビーチ、東にはラグナ・ヒルズ、東南にはラグーナニゲル、北にはラグナ・ウッズが位置する。